# سکروبنیتسا
سکروبنیتسا (به صربی: Skrobnica) یک منطقهٔ مسکونی در صربستان است که در کنگاژواتس واقع شده‌است. سکروبنیتسا ۱۷۸ نفر جمعیت دارد.